# Coheed and Cambria
«Coheed And Cambria» (Кохид энд Кэмбриа) — американская прогрессив рок (нью-прог) команда со всех уголков штата Нью-Йорк, США. Группа образовалась в 1995 году, под именем Beautiful Loser, с 1996 года стали называться Shabutie, с 2001 года называются Coheed And Cambria.
Coheed And Cambria пишут музыку по мотивам историй, написанных фронтменом группы Клаудио Санчесом, и с 2006 года издающихся в виде комиксов. Называются эти комиксы The Amory Wars, а группа названа по именам главных героев Кохида Килганнона и Кэмбрии Майерс. Каждый альбом — это глава одной большой истории, преподнесенная в музыкальном плане.
Санчес несколько раз говорил в интервью, что он завидует тому периоду музыки, в который жил его отец. Поэтому на группу оказали влияние Led Zeppelin, Pink Floyd, The Police, Queen, и Thin Lizzy. Но несмотря на это он ещё добавляет в этот список пост-хардкор группу At the Drive-In, и пионеров хэви-метала Iron Maiden.
В январе-марте 2009 Coheed And Cambria участвовали совместно с Trivium в туре Slipknot All Hope Is Gone. Вот, как отозвался об их работе гитарист Slipknot Мик Томпсон:

Coheed отжигали. Если кто-тот хочет облить их дерьмом или осуждает нас за то, что эта группа разогревала нас на концертах, послушайте Good Apollo, I’m Burning Star IV, Volume One: From Fear Through The Eyes Of Madness(и прочие их работы), а затем возвращайтесь, поговорим во второй раз. У них есть яйца и они делают свою работу безукоризненно. Я тот ещё критик. Если ты ничего не понял, то ты тормоз. С ними было очень интересно работать и я желаю им всего наилучшего. Надеюсь, в будущем у нас будет очередной совместный тур.

## Дискография Coheed and Cambria
- The Second Stage Turbine Blade (2002)
- In Keeping Secrets of Silent Earth: 3 (2003)
- Good Apollo, I’m Burning Star IV, Vol.1: From Fear Through The Eyes Of Madness (2005)
- Good Apollo, I’m Burning Star IV, Vol.2: No World For Tomorrow (2007)
- Neverender 12 % (EP) (2009)
- Year of the Black Rainbow (2010)
- The Afterman: Ascension (2012)
- The Afterman: Descension (2013)
- The Color Before The Sun (2015)
- Vaxis – Act I: The Unheavenly Creatures (2018)
- Vaxis – Act II: A Window of the Waking Mind (2022)
- Vaxis – Act III: The Father of Make Believe (2025)

Live:
- Live at La Zona Rosa (2004)
- Live at the Avalon (2005)
- Live at the Starland Ballroom (2005)
- Kerrang!/XFM UK Acoustic Sessions (2006)

А также, изданные до 2001 года с названием группы Shabutie:
- Plan To Take Over The World (EP) (1999)
- The Penelope (EP) (1999)
- Delirium Trigger (EP) (2000)

## Состав группы
Текущий состав:
- Клаудио Санчес — вокал, ритм-гитара, клавиши, синтезатор (1995-по сей день)
- Travis Stever — соло-гитара, бэк-вокал (1995, 1999-по сей день)
- Michael Todd — бас, бэк-вокал (1996—2006, 2007-по сей день)
- Josh Eppard — барабаны, бэк-вокал, клавишные (2000—2006, 2011-по сей день)

## The Amory Wars
The Amory Wars — это научно-фантастические комиксы, на написание которых, как признаются музыканты, повлиял Джордж Лукас со своей космической сагой Star Wars.
На данный момент существуют следующие книги The Amory Wars:
- Second Stage Turbine Blade #1 (2004)
- Second Stage Turbine Blade #2 (2005)
- Good Apollo, I’m Burning Star IV (2005)
- The Amory Wars Sketchbook (2006)
- The Amory Wars Volume 1 Issue 1 (2007)
- The Amory Wars Volume 1 Issue 2 (2007)
- The Amory Wars Volume 1 Issue 3 (2007)
- The Amory Wars Volume 1 Issue 4 (2007)
- The Amory Wars Volume 1 Issue 5 (2008)
- The Amory Wars Volume 2 Issue 1 (2008)
- The Amory Wars Volume 2 Issue 2 (2008)
- The Amory Wars Volume 2 Issue 3 (2008)
- The Amory Wars Volume 2 Issue 4 (2008)
- The Amory Wars Volume 2 Issue 5 (2008)